# Ménonval
Ménonval település Franciaországban, Seine-Maritime megyében. Lakosainak száma 236 fő (2022. január 1.). Ménonval Fesques, Lucy, Neufchâtel-en-Bray, Saint-Germain-sur-Eaulne és Vatierville községekkel határos.

## Népesség
A település népességének változása:
| Lakosok száma | 204  | 212  | 218  | 221  | 224  | 228  | 231  | 231  | 236  |
|               | 2013 | 2015 | 2016 | 2017 | 2018 | 2019 | 2020 | 2021 | 2022 |